# Кальдера-де-Табурієнте
Кальдера-де-Табурієнте (ісп. Parque Nacional de la Caldera de Taburiente) — національний парк, що розташований в північній частині острова Ла Пальма і примітний величезним масивом Кальдера де Табурієнте. Парк був створений в 1954 році.

## Вулкан Табурієнте
Табурієнте — потенційно діючий стратовулкан на острові Пальма. У 1915 році на вулкані сталося велике виверження. Останнє — 1920 рік.

### Виверження 1915 року
Найбільше виверження на Канарських островах знищило 35 сіл і 4 міста. До виверження вулкан вважався згаслим впродовж 4200 років. Тип виверження — тріск грому.
Сама кальдера має близько 10 км в діаметрі, а її стіни місцями досягають висоти у 2 км. Найвищою вершиною є скеля Роке де лос Мучачос на північній стіні — 2426 метрів. Дістатися до вершини можна по дорозі, а поряд з нею розташована обсерваторія Роке де лос Мучачос з одними з найбільших у світі телескопів.
У південно-східній частині краю кальдери розташовується вершина Кумбречіта, з якою відкривається гарний вид всередину кальдери. На південному заході гора звернена до моря — тут розташовано русло висохлої річки, відомої як Барранко де лас Аугустіас. Кумбре Нуева — гірський хребет, що починається поблизу кальдери і тягнеться на південь.

## Історія
Під час іспанського завоювання Канарських островів у XV столітті Кальдера де Табурієнте стала останнім притулком для корінних жителів архіпелагу — племені бенахоарітас з народу гуанчі. Гора виявилася неприступною для іспанських загарбників, і вони змогли підкорити аборигенів, тільки виманивши їхнього лідера під приводом переговорів.

## Флора
Флора національного парку в основному представлена канарською сосною (Pinus canariensis), що покриває велику частину території, але тут зустрічається і найважливіший ендемік Канарських островів — ялівець деревний (чи кедровий).

## Туризм
Оскільки на гору Роке де лос Мучачос можна піднятися автомобілем, все більше і більше любителів природи приїжджають в національний парк, щоб з гірських вершин насолодитися видами острова. Одна зі стежок починається поблизу Піко де ла Круз (2351 метр) і йде у бік гори Роке де лос Мучачос уздовж крутих обривів Кальдери де Табурієнте. Панорами тут захоплюючі, і здається, що звідси можна розгледіти самі недоступні куточки Ла Пальми. З оглядового майданчика Лос Анденес відкриваються види на розкидані біля підніжжя крихітні села і берегові кручі. Трохи далі стежка проходить через кам'яну стіну Ла Паред де Роберто, що здається рукотворною. Об'єкт численних легенд, ця стіна сформувалася в результаті охолодження магматичних мас, що піднялися з надр гори.

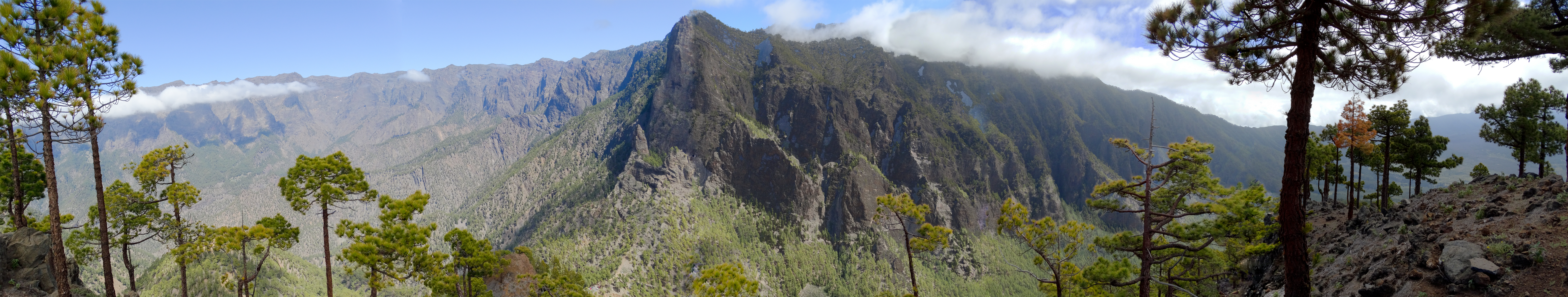
Панорама кальдери вулкана Табурієнте
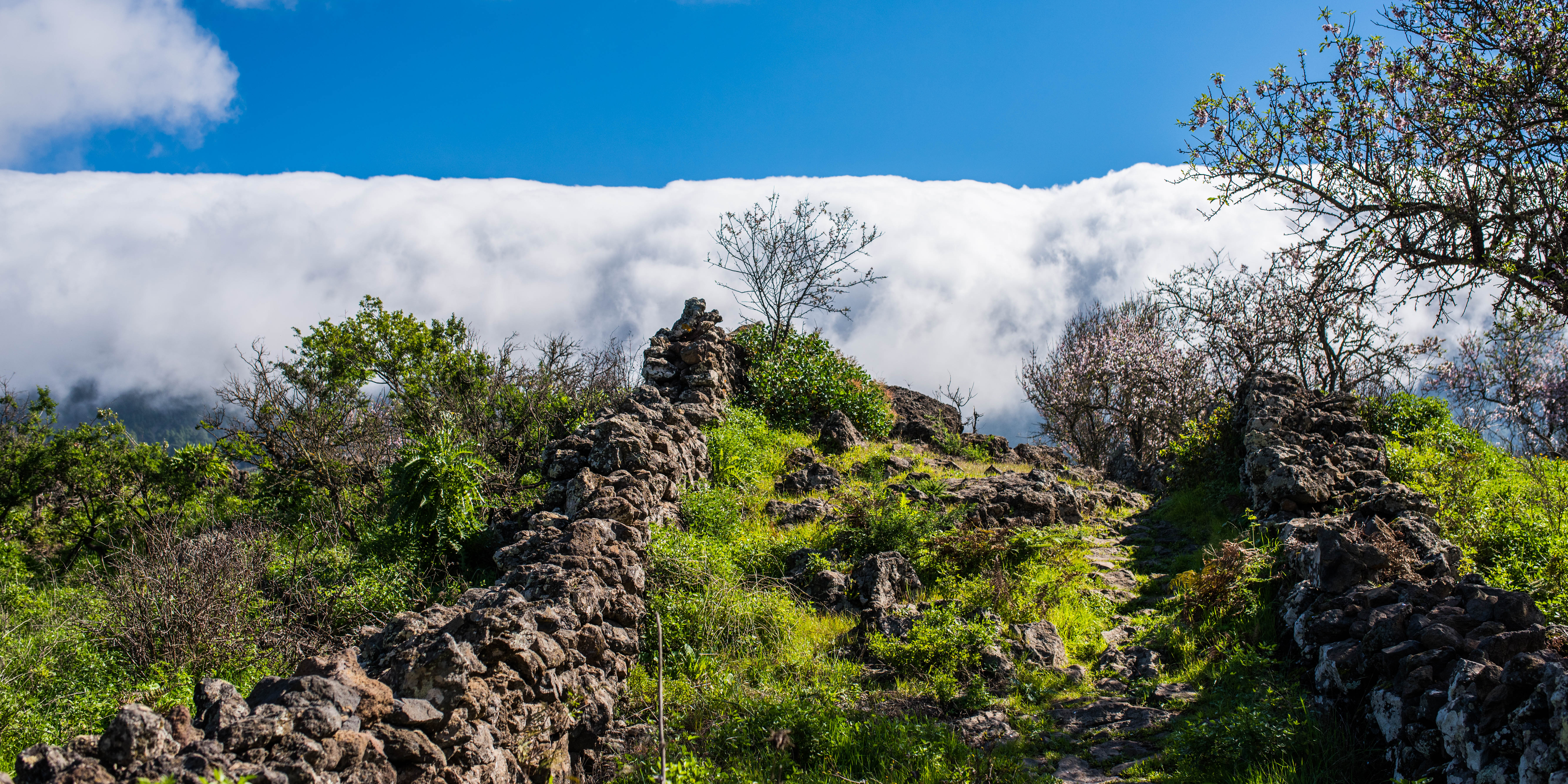
Кальдера-де-Табурієнте
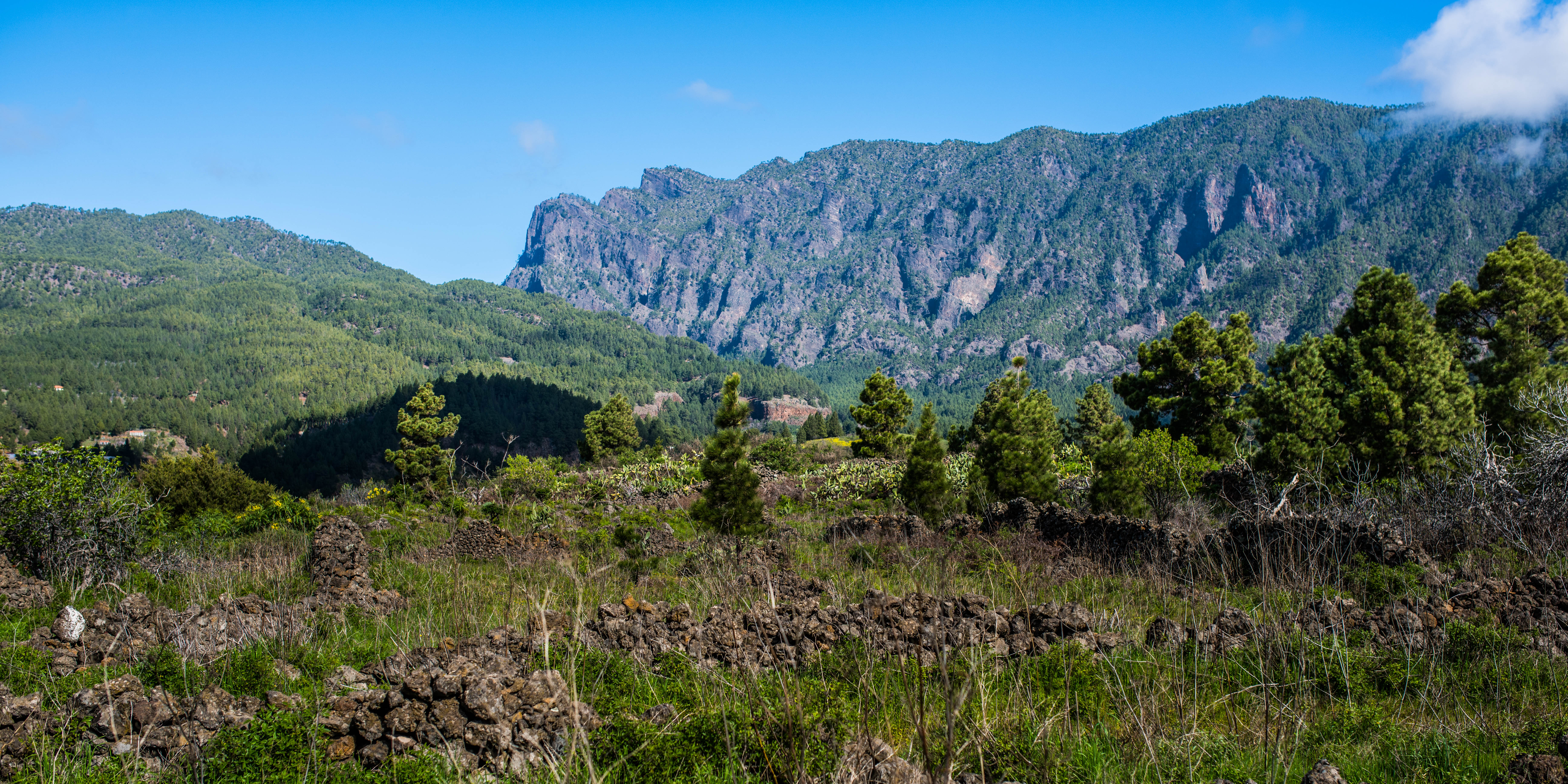
Кальдера-де-Табурієнте
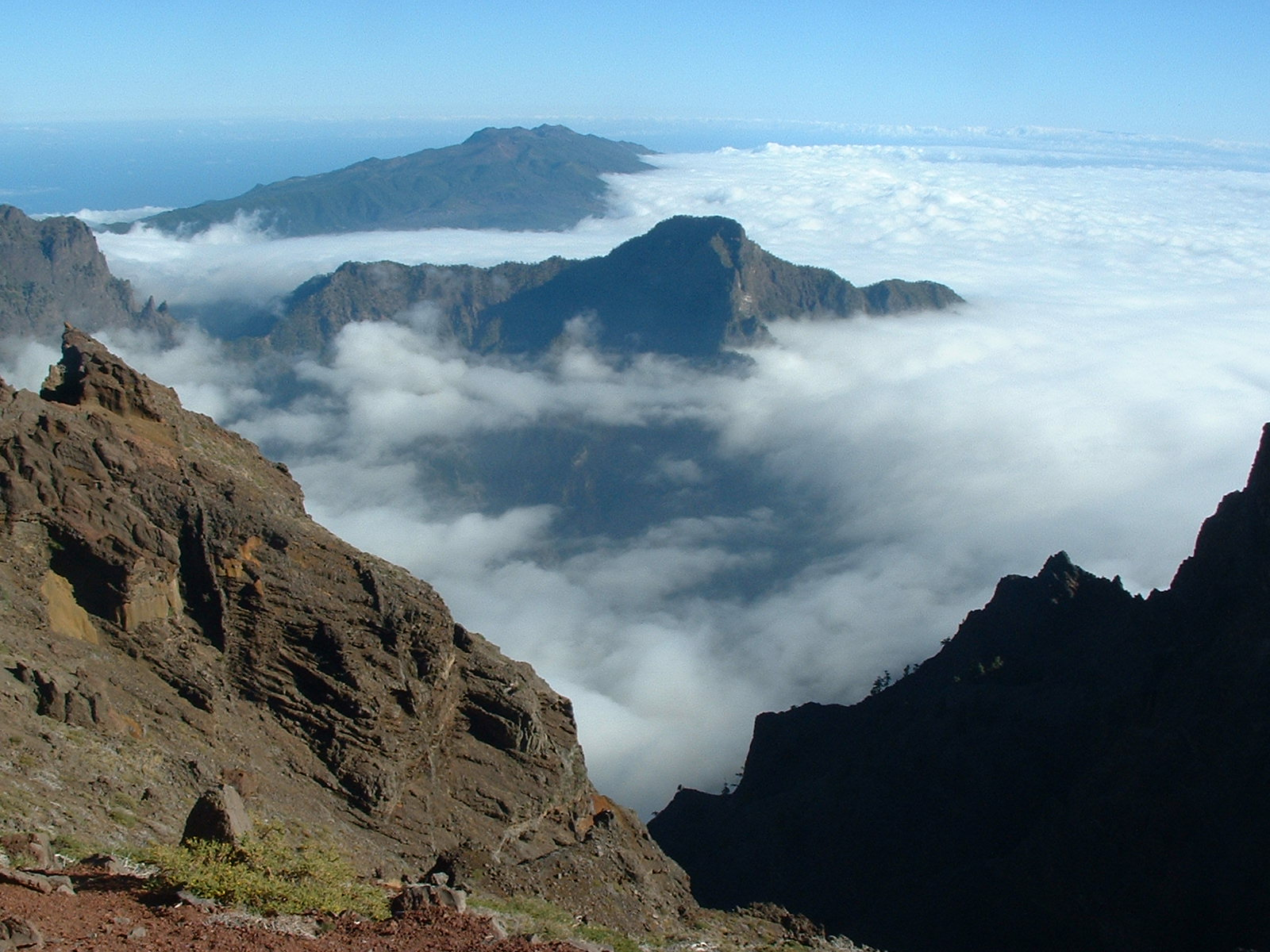
Кальдера-де-Табурієнте
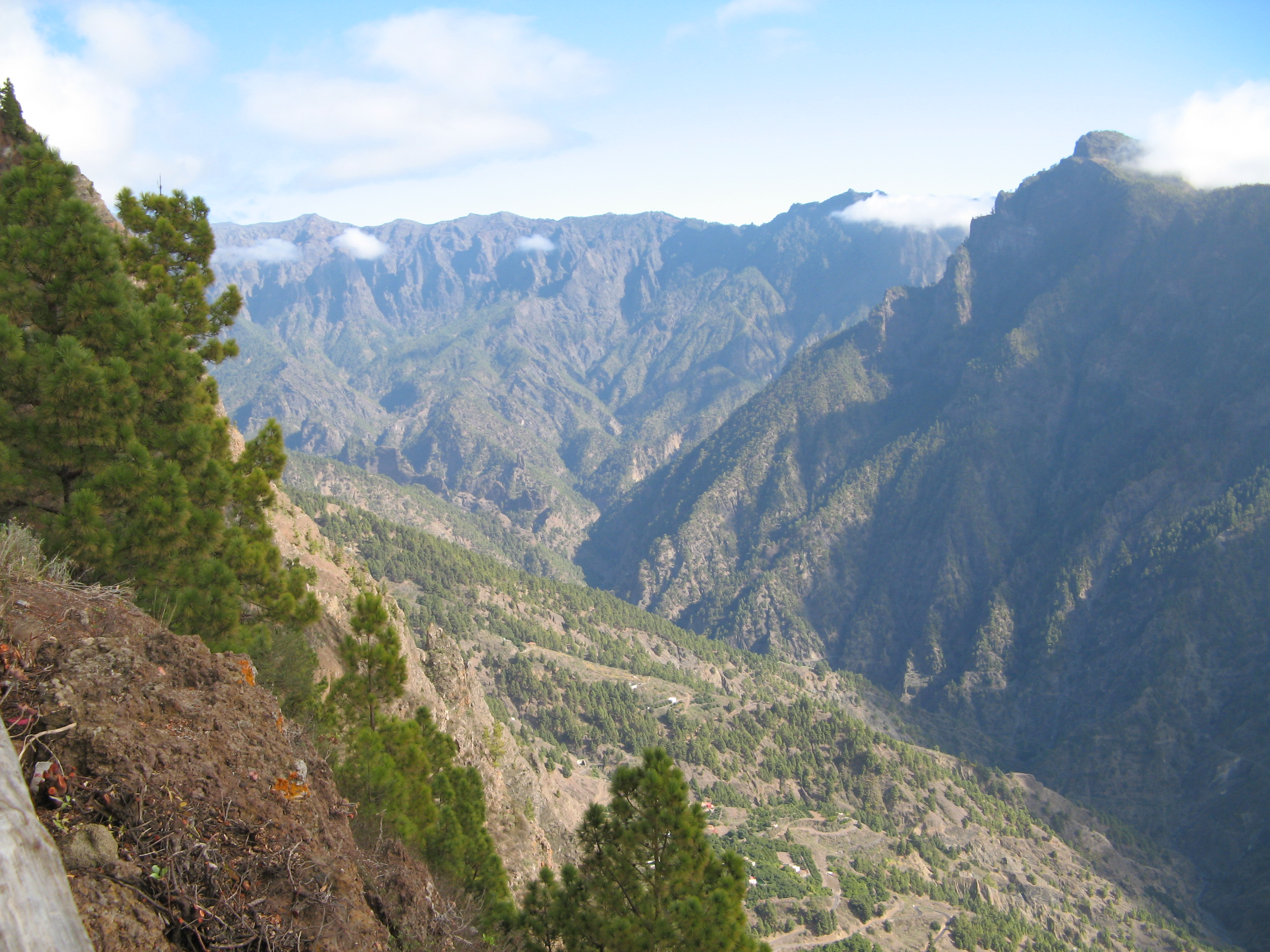
Кальдера-де-Табурієнте
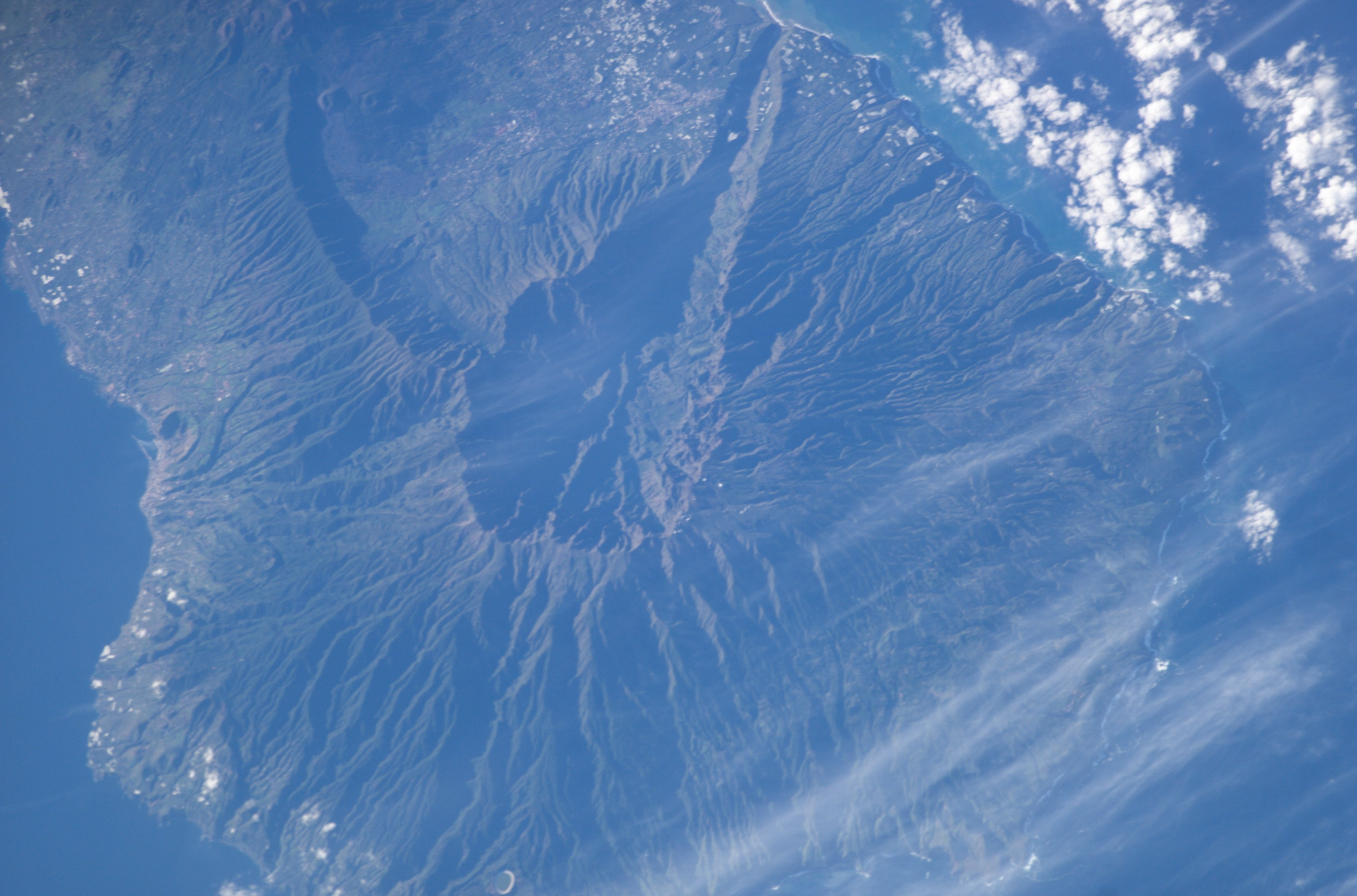
Супутникове фото кальдери вулкана Табурієнте

### Ресурси Інтернету
- Вікісховище має мультимедійні дані за темою: Кальдера-де-Табурієнте
- VOLCANISM PROGRAM
- Volcano World [Архівовано 7 грудня 2016 у Wayback Machine.]
- peakbagger.com [Архівовано 21 липня 2017 у Wayback Machine.]